# 轟神社 (阿南市)
轟神社（とどろきじんじゃ）は、徳島県阿南市新野町にある神社である。

## 歴史
814年（弘仁元年）に大和国の龍田神社の分霊を勧請して創建したと伝わる。祭神は龍田風神と呼ばれ、農家や航海業者の信仰が厚い神である。

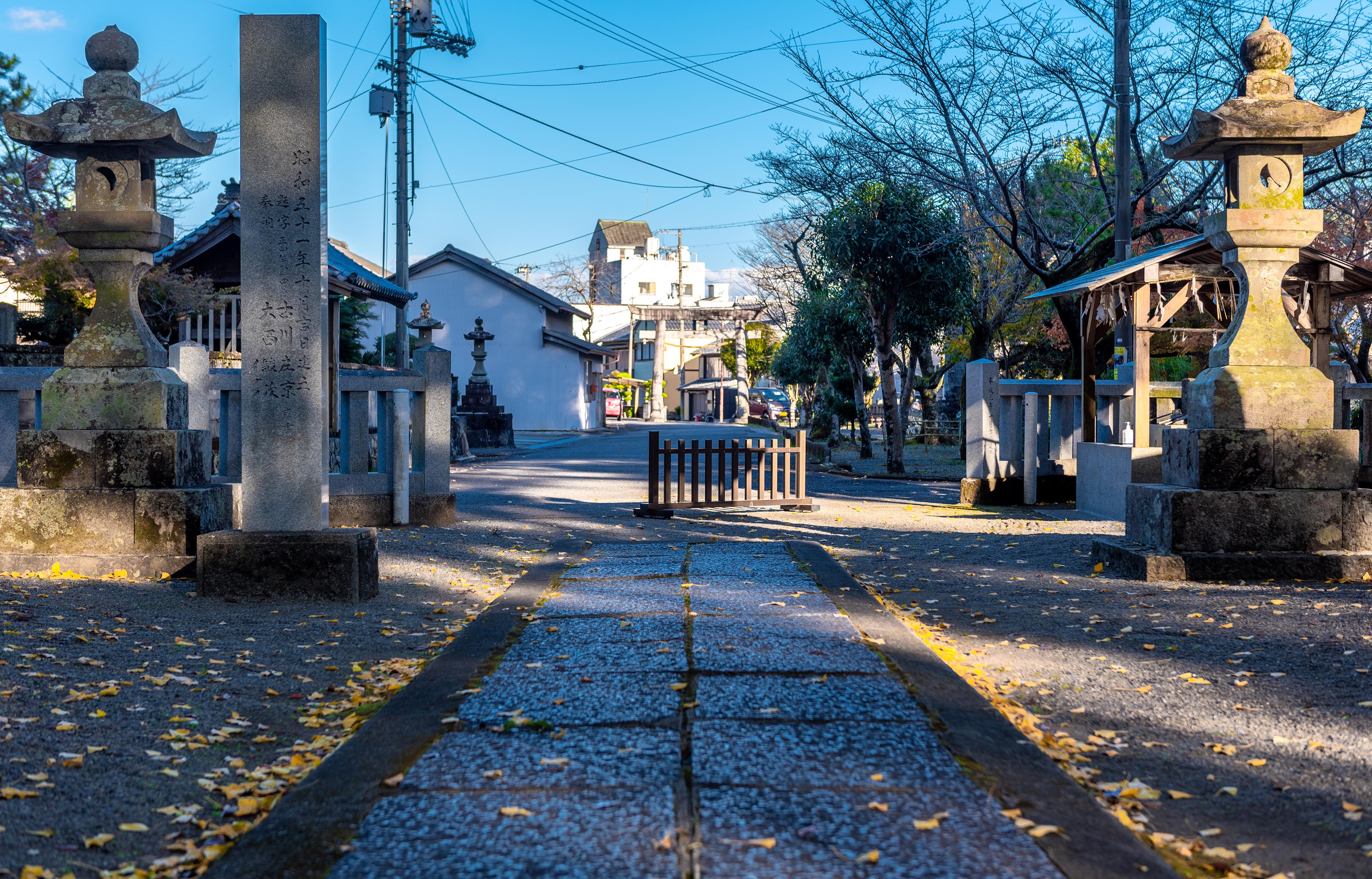
境内から参道

## 祭神
- 級長津比古命
- 級長津比女

## 新野のクスの群生
境内には樹齢700余年といわれる大樟が群生しており、徳島県の天然記念物にも指定されている。大樟の根元に白蛇2匹が棲み、時にふれ轟明神の使者として境内に現れ、これを見た者には幸福が訪れるという伝説がある。

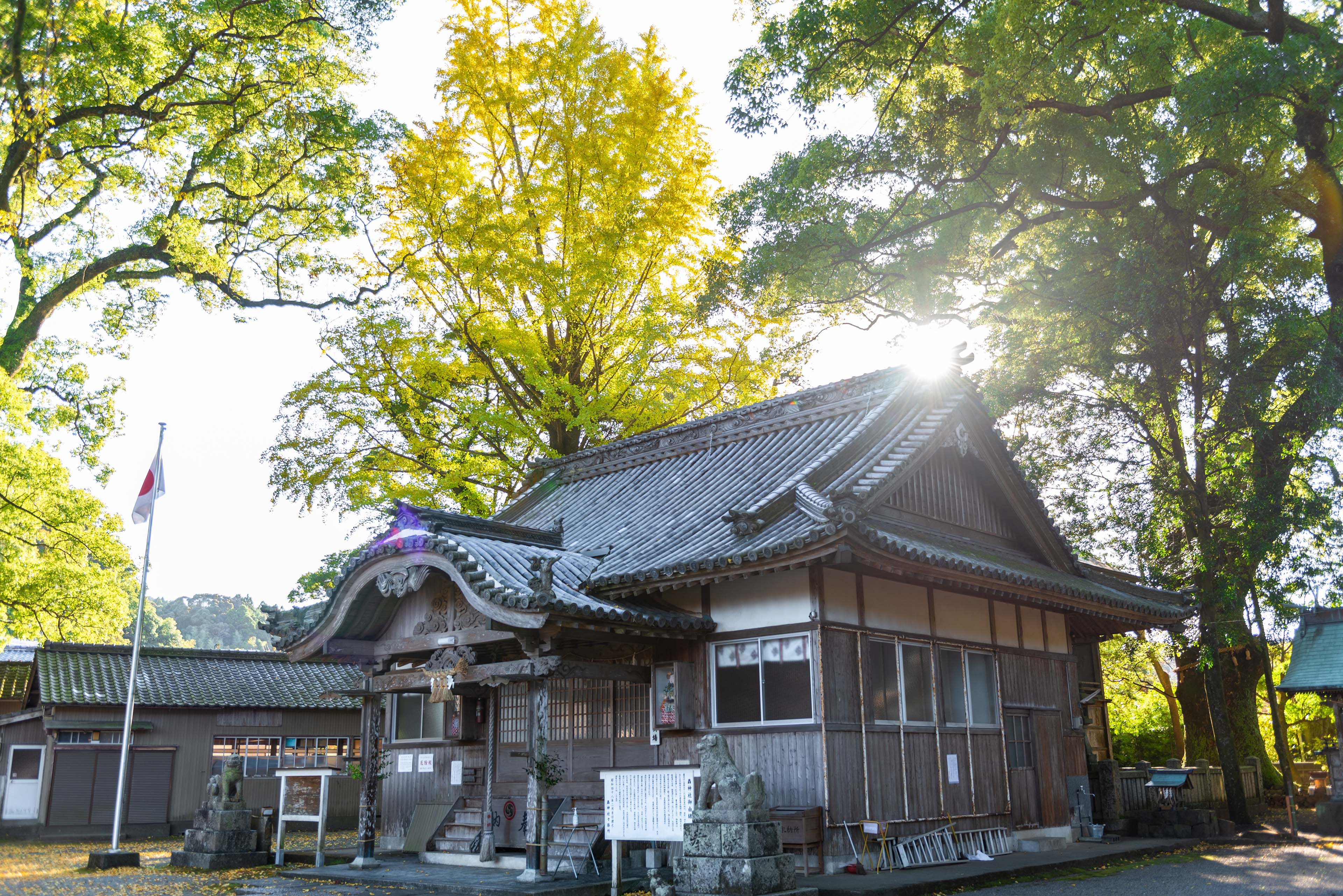
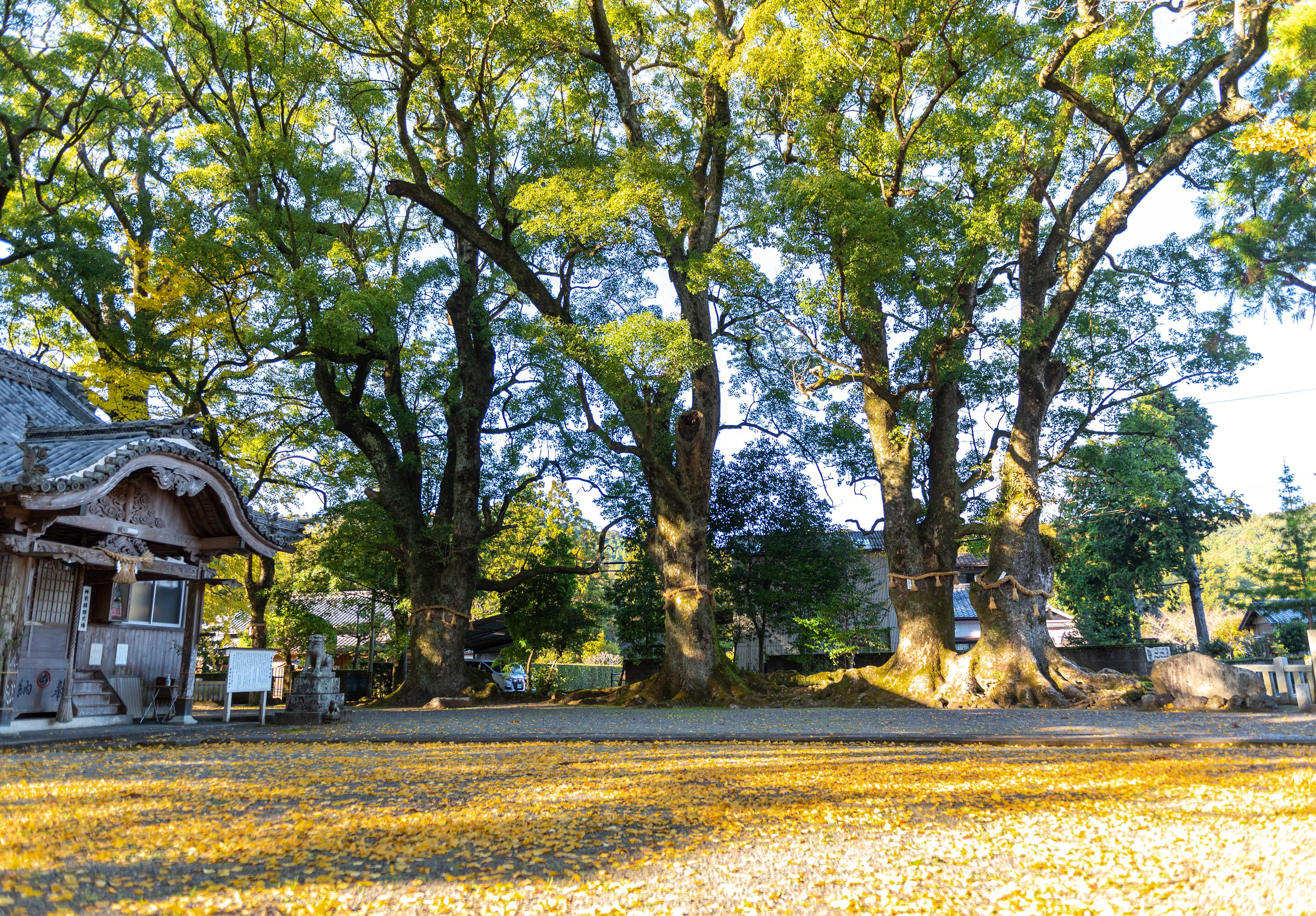
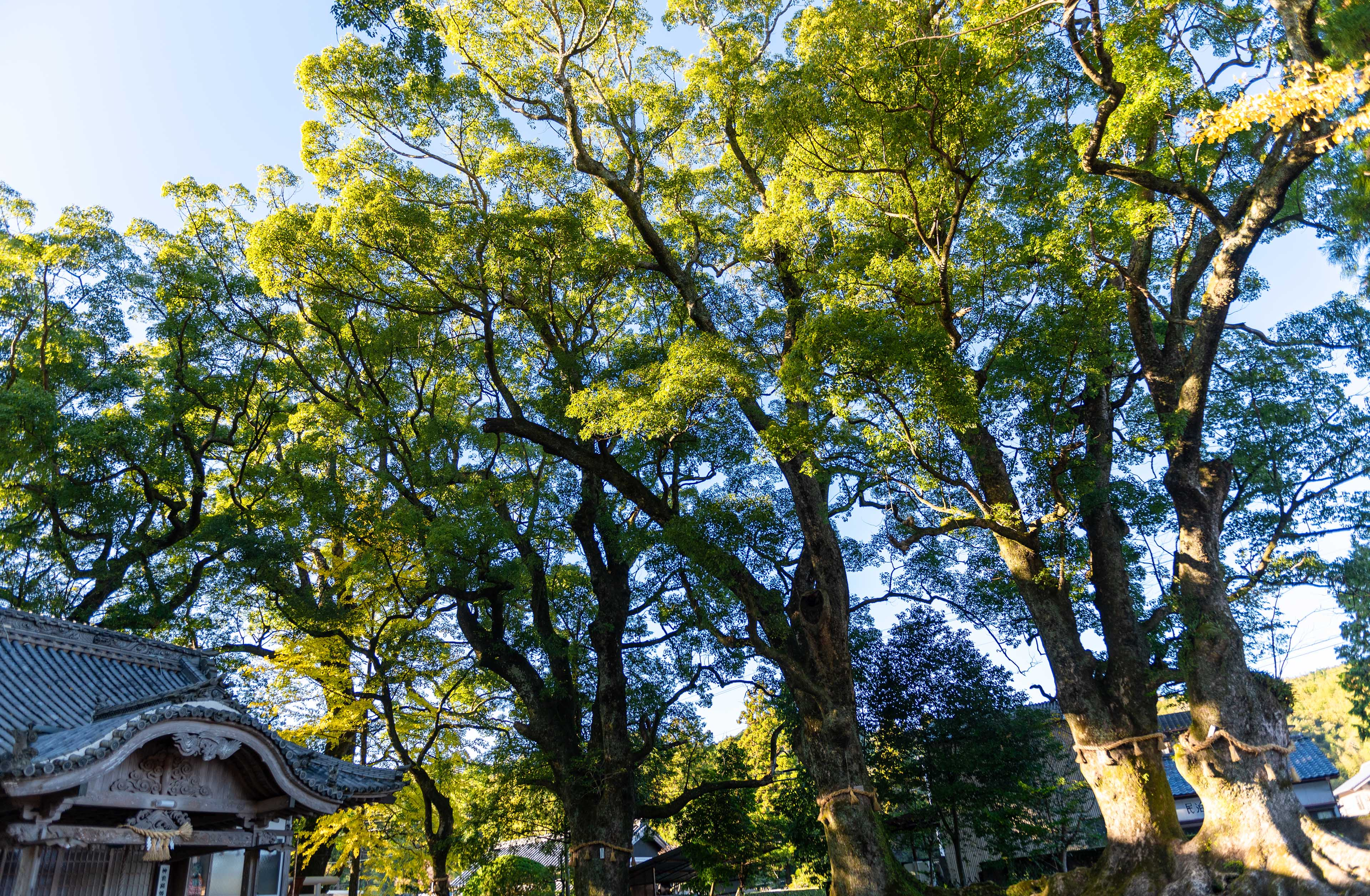
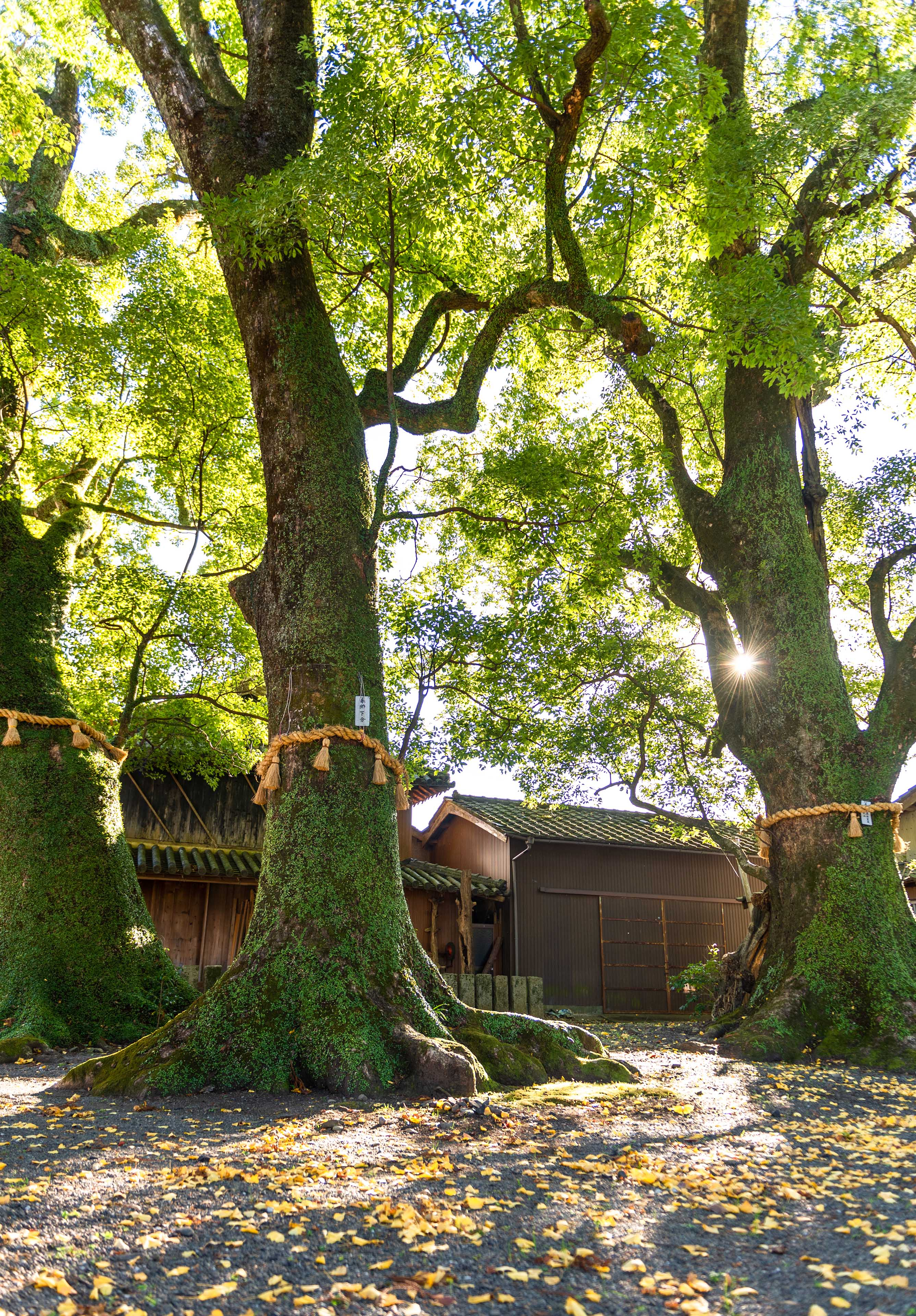
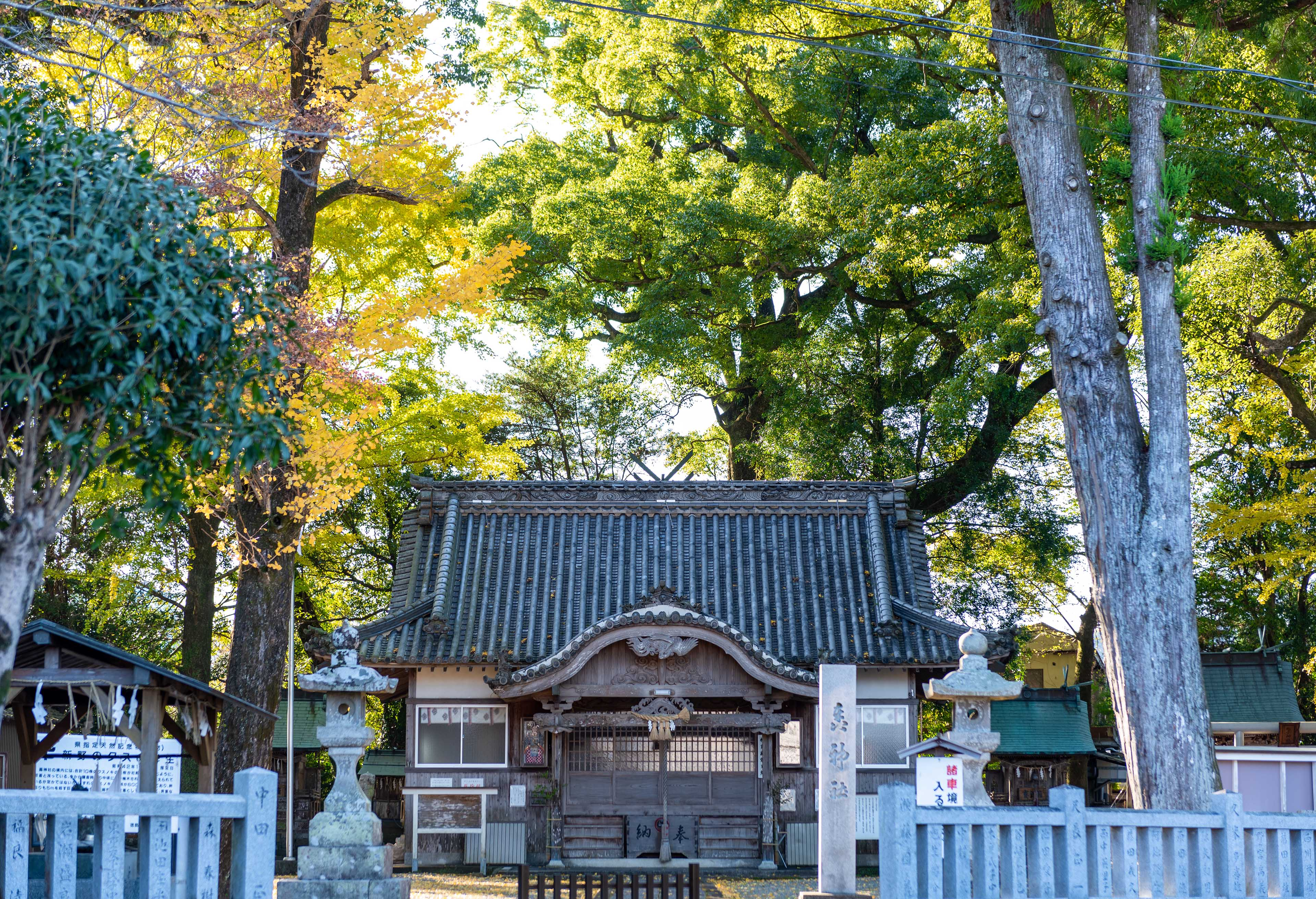
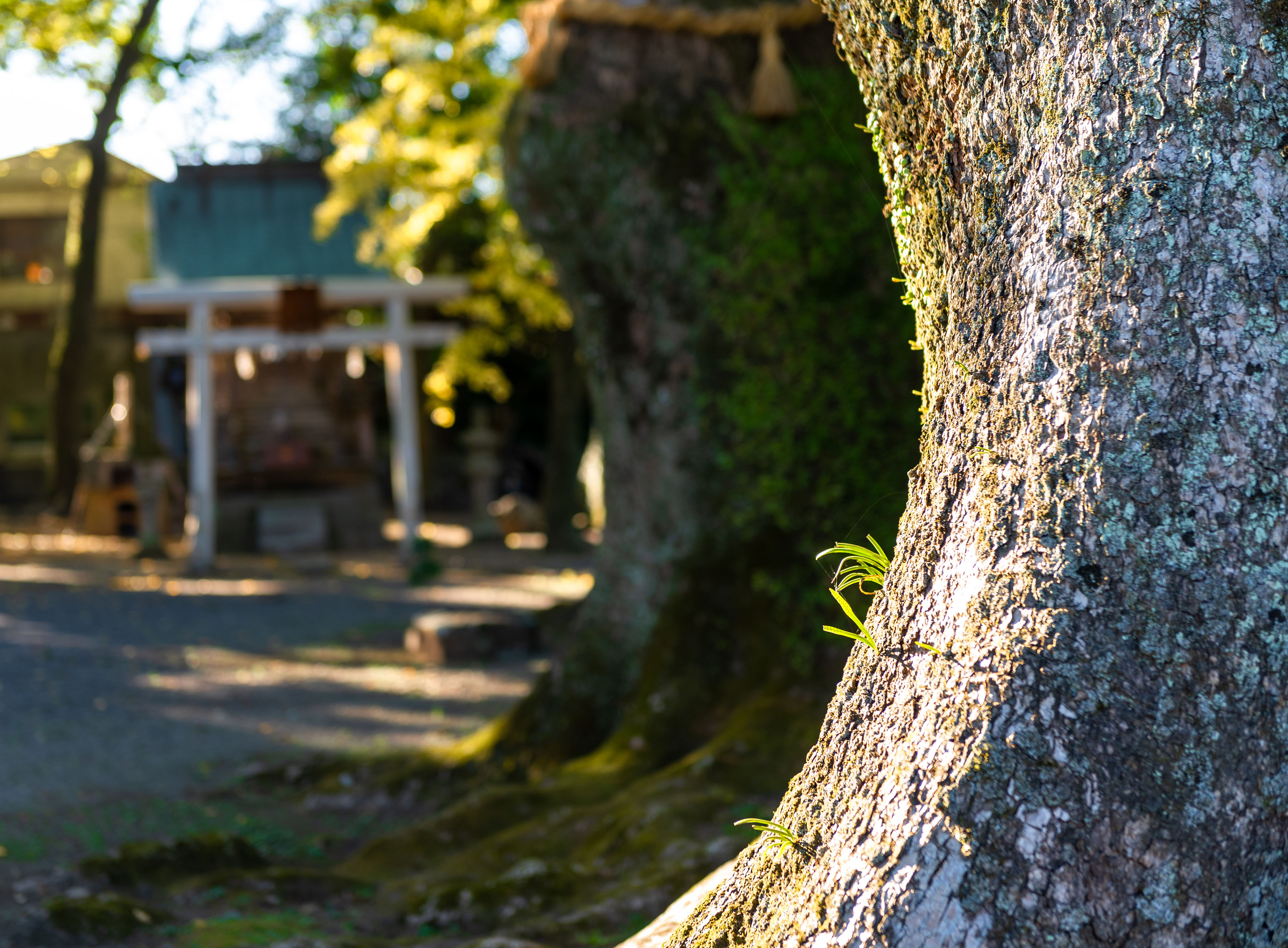

## 交通
- JR牟岐線「新野駅」より徒歩で約30分。